# Miyakea raddeella
Miyakea raddeella là một loài bướm đêm trong họ Crambidae.